# General Association of Davidian Seventh-day Adventists
General Association of Davidian Seventh-day Adventists (GADSA) var en kristen sekt, bildad av Victor Houteff och andra före detta medlemmar av Sjundedagsadventisterna. 
Houteff gav 1930 ut boken The Shepherd's Rod (Herdestaven) i vilken han framförde en del apokalyptiska tolkningar rörande de 144 000 utvalda i Uppenbarelseboken och maningar till återupprättande av kung Davids rike. Sjundedagsadventisternas ledning stämplade Houteffs läror som villfarelse och när han vägrade att sluta sprida dem blev han utesluten ur kyrkan.
1934 startade Houteff förlaget Universal Publishing Association och 1935 byggde han upp högkvarteret Mt. Carmel Center utanför Waco i Texas. Så länge hans rörelse var ett informellt nätverk så kallades det för Shepherd's Rod. Men 1942 registrerade Houteff officiellt sitt trossamfund under namnet General Association of Davidian Seventh-day Adventists och uppmanade sina anhängare att värva medlemmar bland sjundedagsadventisterna.
När Victor Houteff dog 1955 uppstod stridigheter rörande kyrkans ledarskap. Houteffs hustru, Florence Houteff, som var GADSA:s vice ordförande bildade ett verkställande äldsteråd som, övertygade om att jordens undergång var nära, drog igång stora väckelsekampanjer i USA, Kanada, Västindien och Sydvästasien. Florence Houteff sade sig ha kommit fram till att de 42 månader som nämns Uppenbarelseboken 11:2, skulle börja 1956 och sluta 1959.
Martin James Bingham, Victor Houteffs förre sekreterare och äldste inom GADSA, kritiserade dock Florence Houteffs läror om att Jesu andra tillkommelse i sin egen tidskrift "The Timely Truth Educator". 
1957 sålde man kyrkans högkvarter utanför Waco och köpte ett stort landområde utanför staden Elk i Texas. Mrs Houteff uppmanade alla davidianer att sälja allt man ägde för att flytta till detta nya Mt. Carmel Center och invänta ett stort tecken och Kristi återkomst, som sades vara nära förestående. Den 22 april 1959 var nästan 1400 anhängare samlade i Texas för att uppleva detta. Men när inget hände tvingades Houteff och hennes besvikna anhängare, erkänna att man haft fel i sin förutsägelser.
Då dök affärsmannen Benjamin L Roden upp och gjorde anspråk på att vara det "stora tecken" som Florence Houteff förutsagt. 
Rodens anhängare slog sig ner på det ursprungliga Mt. Carmel Center utanför Waco och tog namnet Branch Davidian Seventh-day Adventist Association (BDSDAA). 
1962 upplöste Florence Houteff, och de kvarvarande medlemmarna av hennes äldsteråd, GADSA, delade alla tillgångar mellan sig själva och lämnade Texas. 10 år senare gifte mrs. Houteff om sig och gick tillbaka till Sjundedagsadventisterna.
Pastor Bingham vägrade dock att lämna davidianismen och bildade the Davidian Seventh Day Adventist Association (DSDAA). 

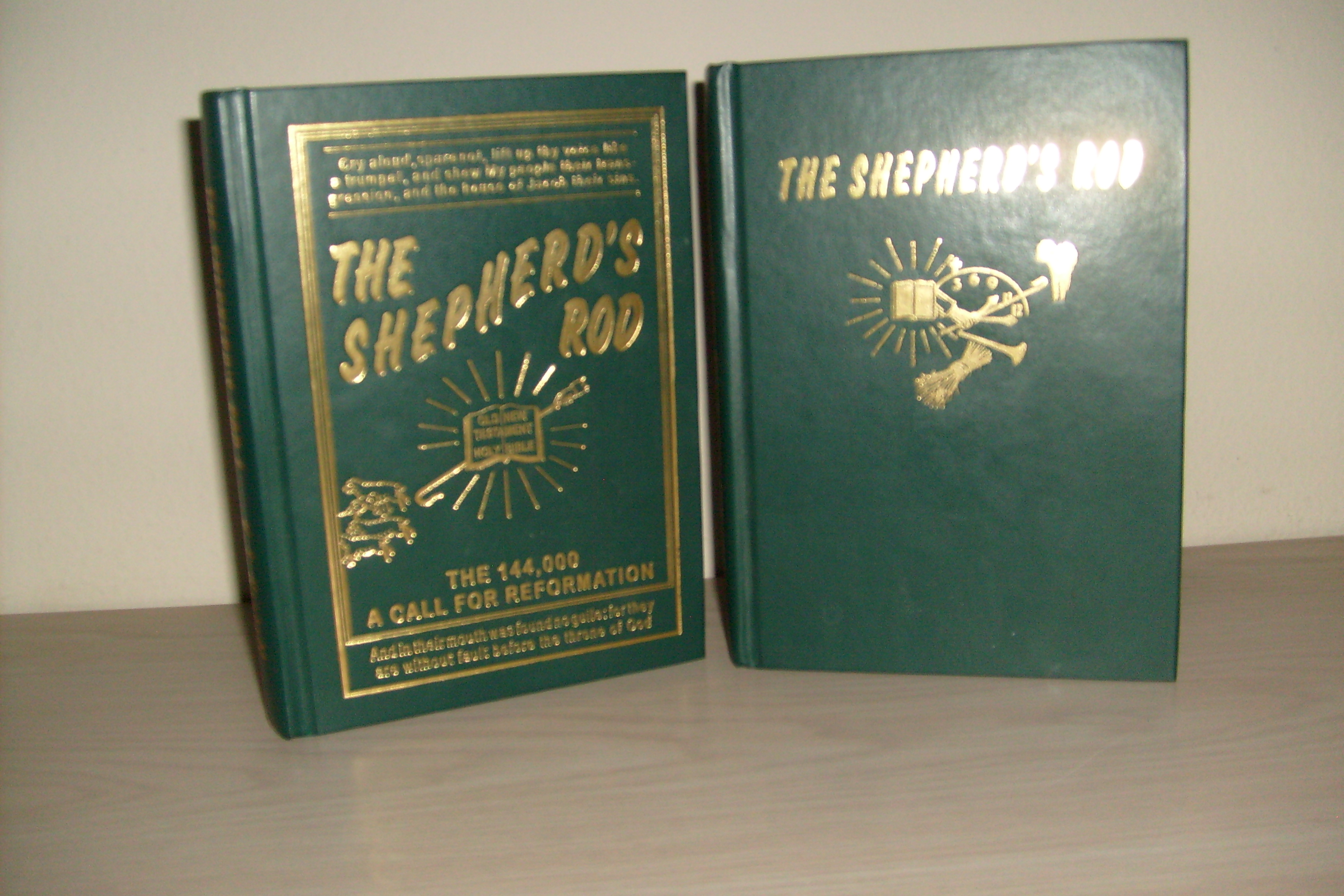
The Shepherd's Rod, Volume 1 and 2. The first publications of the Davidian movement, published in 1930 and 1932 respectively.